# Мстиславский район
Мстисла́вский райо́н (бел. Мсціслаўскі раён) — административная единица на северо-востоке Могилёвской области Республики Беларусь. Административный центр — город Мстиславль.
Численность населения — 17 910 человек (на 1 января 2025 года).

## Административно-территориальное деление
Район в административном отношении подразделяется на город Мстиславль и 8 сельсоветов:
- Копачевский
- Красногорский
- Мазоловский
- Мушинский
- Подсолтовский
- Ракшинский
- Сапрыновичский
- Ходосовский

Упразднённые сельсоветы:
- Долговичский
- Заболотский
- Лютненский
- Раздельский
- Селецкий

## География
Площадь 1300 км².
Основные реки — Сож с притоками Вихра, Молотовка, Чёрная Натопа (с Белой Натопой), Волчес, Кашенка (приток Прони), Ремествянка (приток Быстрой).
На территории района имеются залежи фосфоритов, которые в настоящее время не разрабатываются. В 1929—1931 годах в Мстиславле работала Коробчинская фосфоритная мельница.

### Заказники
- Заказник местного значения «Закружье». Функционирует в целях сохранения и восстановления водных объектов и связанных с ними экологических систем на месторождении торфа
- Заказник местного значения «Ширина и Подречье». Функционирует с целью сохранения и восстановления водных объектов и связанных с ними экологических систем на месторождении торфа.

## Геральдика
Герб утверждён решением Мстиславского районного исполнительного комитета от 29 ноября 2000 года № 11-20 и зарегистрирован в Гербовом матрикуле Республики Беларусь 5 апреля 2001 года № 53.
Флаг учреждён Указом Президента Республики Беларусь от 24 августа 2006 года № 526 и зарегистрирован в Государственном геральдическом регистре Республики Беларусь 29 августа 2006 года Б-95.

## История
Район образован 17 июля 1924 года. Изначально находился в составе Калининского округа, 9 июня 1927 года был передан Оршанскому округу, в составе которого находился по 26 июля 1930 года. Затем находился в прямом республиканском подчинении. 15 января 1938 года был причислен к Могилёвской области.
25 июля 1931 года в связи с упразднением Ряснянского района Мстиславскому району было передано 8 сельсоветов — Бобровичский, Долговичский, Заболотский, Мальковский, Печенковский, Пячковичский, Ряснянский, Ширковский. 12 февраля 1935 года Заходский (бывший Бобровичский) и Ряснянский сельсоветы были переданы заново созданному Дрибинскому району.
В связи с упразднением Дрибинского района 16 сентября 1959 года к Мстиславскому району были присоединены Покутьенский и Рясненский сельсоветы.
25 декабря 1962 года в состав Мстиславского района были включены Ботвиновский, Костюшковичский, Лобковичский и Молятичский сельсоветы упразднённого Кричевского района и сам город Кричев. 7 марта 1963 года город Кричев стал городом областного подчинения. 6 января 1965 года эти территории стали частью вновь образованного Кричевского района.
8 октября 1964 года в состав Мстиславского района БССР были переданы 2256 гектаров территории с несколькими деревнями из Монастырщинского района Смоленской области РСФСР.
20 октября 1995 года административные единицы Мстиславский район и город Мстиславль, имеющие общий административный центр, объединены в одну административную единицу — Мстиславский район. 

## Демография
Численность населения — 17 910 человек (на 1 января 2025 года), в том числе городское — 9 951 человек (Мстиславль — 9 951 человек), сельское — 7 959 человек.
Численность населения — 18 671 человек (на 1 января 2023 года), в том числе в городских условиях (Мстиславль) проживают — 10 063 человек, в сельских — 8 608 человек. Всего помимо Мстиславля насчитывается 168 населённых пунктов.
| Численность населения с 1939 года |         |         |        |        |        |        |
| 1939                              | 1959    | 1970    | 1979   | 1989   | 1996   | 2001   |
| 67 058                            | 49 010  | 43 455  | 35 654 | 32 112 | 33 000 | 30 641 |
| 2002                              | 2003    | 2004    | 2005   | 2006   | 2007   | 2008   |
| 30 017                            | 29 089  | 28 420  | 27 703 | 27 068 | 26 451 | 25 693 |
| 2009                              | 2010    | 2011    | 2012   | 2013   | 2014   | 2015   |
| 25 110                            | 24 663  | 24 165  | 23 663 | 23 192 | 22 715 | 22 098 |
| 2016                              | 2017    | 2018    | 2019   | 2020   | 2021   | 2022   |
| 21 543                            | 21 076  | 20 781  | 20 400 |        |        |        |
| 2023                              | 2024    | 2025    |        |        |        |        |
| ▼18 671                           | ▼18 257 | ▼17 910 |        |        |        |        |

На 1 января 2018 года 17,3 % населения района были в возрасте моложе трудоспособного, 54,9 % — в трудоспособном возрасте, 27,8 % — в возрасте старше трудоспособного. Средние показатели по Могилёвской области — 17,5 %, 56,8 % и 25,7 % соответственно. 52,2 % населения составляли женщины, 47,8 % — мужчины (средние показатели по Могилёвской области — 52,9 % и 47,1 % соответственно, по Республике Беларусь — 53,4 % и 46,6 %).
Коэффициент рождаемости в районе в 2017 году составил 10,8 на 1000 человек, коэффициент смертности — 16,4 (в районном центре — 9,5 и 10,8 соответственно). Средние показатели рождаемости и смертности по Могилёвской области — 10,5 и 13,6 соответственно, по Республике Беларусь — 10,8 и 12,6 соответственно. Всего в 2017 году в районе родилось 225 и умерло 344 человека, в том числе в районном центре родилось 98 и умерло 112 человек.
В 2017 году в районе было заключено 139 браков (6,6 на 1000 человек, средний показатель по Могилёвской области — 7,1) и 51 развод (2,4 на 1000 человек, средний показатель по Могилёвской области — 3,6). По числу заключённых браков на 1000 человек район занимает 8-е место в области, по числу разводов делит предпоследнее место с Глусским районом, опережая Бобруйский район.
Из района уезжает значительно больше людей, чем приезжает (в 2013—2014 годах выехало более чем вдвое больше людей, чем приехало):
| Миграция населения:                                                                             |
| Графики недоступны из-за технических проблем. См. информацию на Фабрикаторе и на mediawiki.org. |

| Национальный состав (включая г. Мстиславль) | Национальный состав (включая г. Мстиславль) | Национальный состав (включая г. Мстиславль) | Национальный состав (включая г. Мстиславль) | Национальный состав (включая г. Мстиславль) | Национальный состав (включая г. Мстиславль) | Национальный состав (включая г. Мстиславль) | Национальный состав (включая г. Мстиславль) | Национальный состав (включая г. Мстиславль) | Национальный состав (включая г. Мстиславль) | Национальный состав (включая г. Мстиславль) |
| Национальный состав по переписи 1939 года   | Национальный состав по переписи 1939 года   | Национальный состав по переписи 1939 года   | Национальный состав по переписи 1939 года   | Национальный состав по переписи 1939 года   | Национальный состав по переписи 1939 года   | Национальный состав по переписи 1939 года   | Национальный состав по переписи 1939 года   | Национальный состав по переписи 1939 года   | Национальный состав по переписи 1939 года   | Национальный состав по переписи 1939 года   |
| Всего (1939)                                | белорусы                                    | белорусы                                    | русские                                     | русские                                     | евреи                                       | евреи                                       | украинцы                                    | украинцы                                    | литовцы                                     | литовцы                                     |
| ------------------------------------------- | ------------------------------------------- | ------------------------------------------- | ------------------------------------------- | ------------------------------------------- | ------------------------------------------- | ------------------------------------------- | ------------------------------------------- | ------------------------------------------- | ------------------------------------------- | ------------------------------------------- |
| 67 058                                      | 58 796                                      | 87,68 %                                     | 3974                                        | 5,93 %                                      | 2601                                        | 3,88 %                                      | 703                                         | 1,05 %                                      | 350                                         | 0,52 %                                      |
| Национальный состав по переписи 2019 года   |                                             |                                             |                                             |                                             |                                             |                                             |                                             |                                             |                                             |                                             |
| Всего (2019)                                | белорусы                                    | белорусы                                    | русские                                     | русские                                     | украинцы                                    | украинцы                                    | поляки                                      | поляки                                      |                                             |                                             |
| 20 076                                      | 18 122                                      | 90,27 %                                     | 1348                                        | 6,71 %                                      | 122                                         | 0,61 %                                      | 16                                          | 0,08 %                                      |                                             |                                             |

## Экономика
Мстиславский район — один из самых бедных в стране. Среднемесячная номинальная начисленная заработная плата (до вычета подоходного налога и второй части страховых отчислений) в 2017 году в районе составила 553,2 рубля (около 275 долларов). По средней зарплате район занимает  23-е (последнее) место в  Могилёвской области и 122-е место среди 129 районов и городов областного подчинения Республики Беларусь.

### Промышленность
Основные предприятия района расположены в Мстиславле:
- Производственное унитарное предприятие «Мстиславльмолоко» филиал холдинга «Бабушкина Крынка»[35], в 2019 году предприятие ликвидировано как самостоятельное юридическое лицо и продолжило существование в качестве филиала «Мстиславский» ОАО «Бабушкина Крынка». Предприятие занимает территорию бывшего Тупичевского монастыря[36]
- Хлебозавод, Мстиславский филиал ОАО «Булочно-кондитерская компания «Домочай»[37]
- Филиал ООО «Починковская швейная фабрика»[38]
- ОАО «Мстиславльлён» — производит льноволокно из местного льна-долгунца для нужд Оршанского льнокомбината[39]

### Сельское хозяйство
В сельском хозяйстве задействованы 9 государственных предприятий:
- ОАО «Сож-Агро» (аг. Подлужье)
- ОАО «Мазоловское» (аг. Мазолово)
- ОАО «Натопа-Агро» (аг. Подсолтово)
- ОАО «Мушино-Агро» (аг. Мушино)
- ОАО «Октябрь» (аг. Рязанцы)
- ОАО «Знамя труда» (аг. Мишни)
- ОАО «Заболотье-агростандарт» (аг. Заболотье)
- ОАО "Селекционно-гибридный центр «Вихра» (аг. Копачи)
- ОАО «Мстиславский райагропромтехснаб» (аг. Ходосы)

Общая посевная площадь сельскохозяйственных культур в организациях района (без учёта фермерских и личных хозяйств населения) в 2017 году составила 59 678 га (597 км², 3-е место в Могилёвской области). В 2017 году под зерновые и зернобобовые культуры было засеяно 28 510 га, под лён — 1100 га, под кормовые культуры — 27 030 га. Валовой сбор зерновых и зернобобовых культур в сельскохозяйственных организациях в 2017 году составил 94,2 тыс. т. По валовому сбору зерновых в 2017 году район занял 4-е место в Могилёвской области. Средняя урожайность зерновых в 2017 году составила 33 ц/га (средняя урожайность по Могилёвской области — 33,4 ц/га, по Республике Беларусь — 33,3 ц/га). По этому показателю район занял 7-е место в Могилёвской области. Валовой сбор льноволокна в 2017 году составил 1,7 тыс. т при урожайности 15 ц/га (средняя урожайность по Могилёвской области — 10,3 ц/га, по Республике Беларусь — 9,2 ц/га).
На 1 января 2018 года в сельскохозяйственных организациях района содержалось 30,7 тыс. голов крупного рогатого скота, в том числе 11,3 тыс. коров, а также 43,1 тыс. свиней. По поголовью крупного рогатого скота район занял 7-е место в Могилёвской области, по поголовью свиней — 2-е после Могилёвского. В 2017 году сельскохозяйственные организации района реализовали 4,7 тыс. т скота и птицы на убой (в живом весе) и произвели 38,5 тыс. т молока. По производству молока район занял 6-е место в Могилёвской области. Средний удой молока с коровы — 3512 кг (средний показатель по Могилёвской области — 4296 кг, по Республике Беларусь — 4989 кг).

## Транспорт
Через район проходят: железная дорога линии Орша — Кричев, автодороги на Могилёв, Кричев, Горки, Смоленск.

## Здравоохранение
В 2017 году в учреждениях здравоохранения района работало 47 врачей и 228 средних медицинских работников, в лечебных учреждениях было 147 больничных коек. Численность врачей в пересчёте на 10 тысяч человек — 22,6 (средний показатель по Могилёвской области — 34,6, по Республике Беларусь — 40,5), количество больничных коек в пересчёте на 10 тысяч человек — 70,7 (средний показатель по Могилёвской области — 83,1, по Республике Беларусь — 80,2). По этим показателям район занял 8-е и 7-е места в области соответственно.

## Образование
В 2017 году в районе насчитывалось 16 учреждений дошкольного образования (включая комплексы «детский сад — школа») с 0,6 тыс. детей. В 2017/2018 учебном году в районе действовало 16 учреждений общего среднего образования, в которых обучалось 2,3 тыс. учеников. В школах района работало 400 учителей. В среднем на одного учителя приходилось 5,8 учеников (среднее значение по Могилёвской области — 8,4, по Республике Беларусь — 8,7). Соотношение численности учеников на одного учителя одно из самых низких в области. В районном центре расположена Мстиславская специальная общеобразовательная школа-интернат для детей с тяжёлыми нарушениями речи — единственное учреждение этого профиля в Могилёвской области. В районном центре расположен Мстиславский государственный строительный колледж.

## Культура
- В районном центре действует Мстиславский историко-археологический музей, в котором собрано более 12,7 тысяч музейных предметов основного фонда (5-е место среди музеев Могилёвской области). В 2016 году музей посетили 15,6 тыс. человек (по этому показателю музей занял 9-е место в Могилёвской области)[56].
- Литературный дом-музей Максима Горецкого в д. Малая Богатьковка Подсолтовского сельсовета.

## События и мероприятия

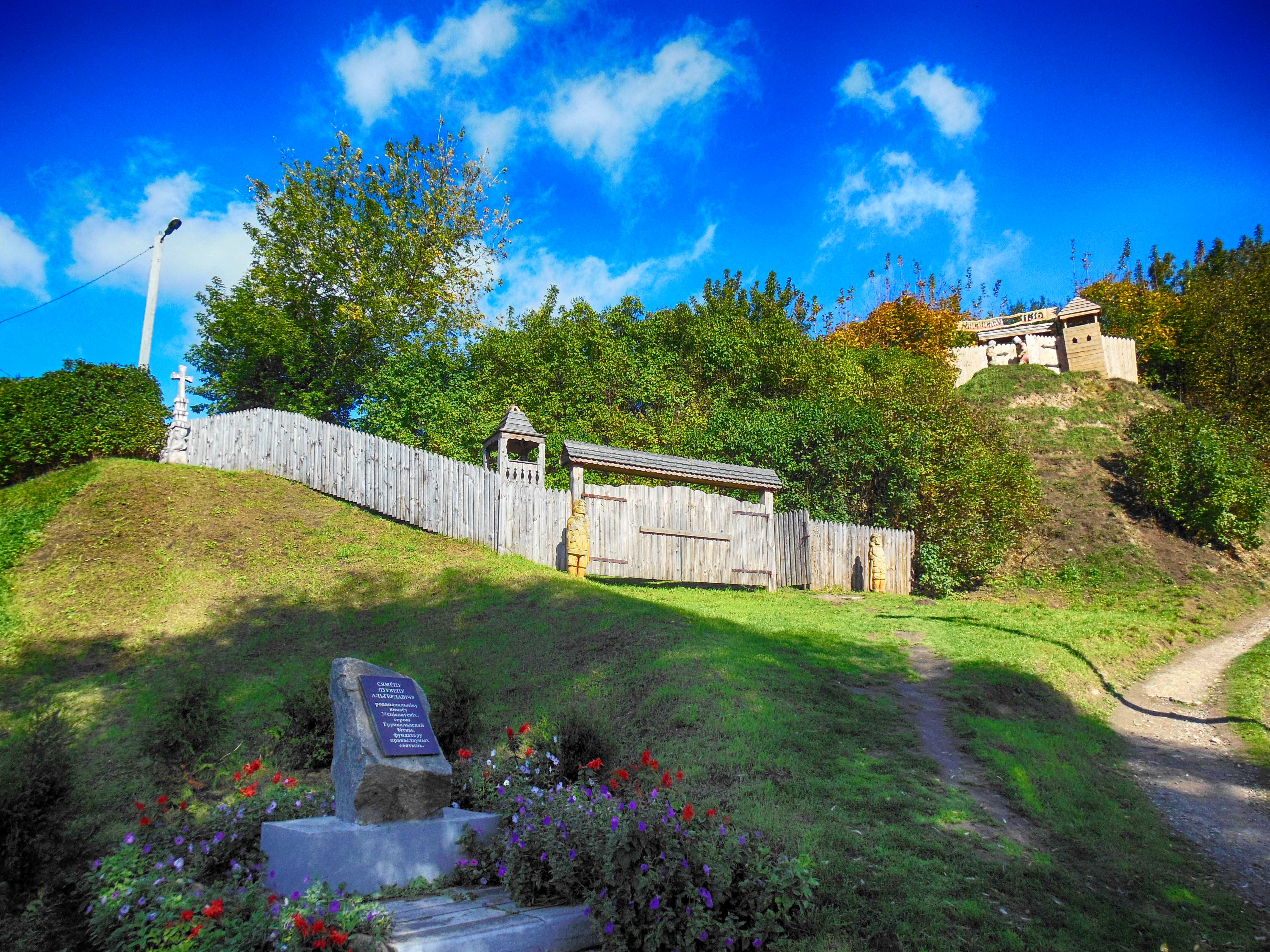
Замковая гора (XII—XIII вв.) в Мстиславль

- Праздник средневековой культуры «Рыцарскi фэст»[57][58] в Мстиславль
- Ежегодный Фестиваль искусств имени Народного артиста Белорусской ССР Н. Н. Чуркина[59] в Мстиславль
- В 2023 году прошли мероприятия по случаю празднования 888-летия со дня образования Мстиславля и 80-й годовщины освобождения района от немецко-фашистских захватчиков[60].

## Достопримечательность
- Замковая гора
- Собор Александра Невского
- Кагальный колодец
- Свято-Успенский монастырь в Пустынках
- Руины церкви Святого Онуфрия в Онуфриево (ныне — агрогородок Селец)
- Свято-Покровская церковь в Бастеновичах